# فنار عكا
فنار عكا أو منارة عكا هي منارة في البلدة القديمة في عكا. ويقع الفنار في الركن الجنوبي الغربي من أسوار عكا القديمة، في ما يُعتقد أنه الموقع السابق لبرج السنجق العثماني.

## التاريخ
تم بناء الفنار عام 1864. نظرًا لأن مخططات المنطقة كانت تستند إلى مقاييس من عام 1862، فإن خريطة البحرية الفرنسية لعام 1866 لم تذكره، ولم تظهر إلا لاحقًا على المخططات المعدلة. أما المبنى الحالي، فقد تم إنشاؤه عام 1912.

## المبنى
ارتفاع المبنى الرئيسي هو 10 أمتار، وهو برج خرساني أسطواني مستدق بأربعة أضلاع، مطلي بنمط مربعات أبيض وأسود ويعلوه غرفة فانوس معدنية رمادية اللون ومعرض. هنالك كذلك كوخ صغير للمعدات مطلي باللون الأبيض بجانب البرج.
تتمّ إضاءة الفنار على ارتفاع 16 مترًا، خاصية الضوء المعروض هي ومضات بيضاء كل سبع ثوان (Fl.(2)W.7s)، مرئية لمسافة 10 أميال بحرية (19 كم؛ 12 ميل).
المنارة مغلقة للجمهور، ولكن هناك درج حجري ينزل من القاعدة مباشرة إلى البحر.